# Liste des aéroports canadiens par indicateur d'emplacement : CB
Cette liste d'aéroports reprend l'ordre alphabétique suivi par le « TC LID ». Le « TC LID » est le « lieu d'identification » donné par Transports Canada, représentant le nom et le lieu d'un aéroport. C'est une aide de direction pour aider la circulation aérienne, les télécommunications et les programmes d'ordinateur.
Le format des entrées sont:
- Lieu d'identification (TC LID) - IATA - Nom de l'aéroport (nom alternatif) - Communauté de l'aéroport - Province

Les aéroports du Réseau national des aéroports sont en caractères gras.

## CA -Canada- CAN[1],[2]
| TC LID | IATA | Nom de l'aéroport                                                             | Communauté                      | Province                  |
| ------ | ---- | ----------------------------------------------------------------------------- | ------------------------------- | ------------------------- |
| CBA3   |      | Hydroaérodrome Kincolith                                                      | Kincolith                       | Colombie-Britannique      |
| CBA8   |      | Aéroport Beaverley                                                            | Beaverley                       | Colombie-Britannique      |
| CBA9   |      | Aéroport Ospika                                                               | Ospika                          | Colombie-Britannique      |
| CBB4   |      | Héliport Beddis Beach                                                         | Beddis Beach, Strait of Georgia | Colombie-Britannique      |
| CBB5   |      | Héliport Port Alice (Hospital)                                                | Port Alice                      | Colombie-Britannique      |
| CBB7   |      | Aéroport Tipella                                                              | Tipella                         | Colombie-Britannique      |
| CBB9   |      | Aéroport Osoyoos                                                              | Osoyoos                         | Colombie-Britannique      |
| CBBC   |      | Aéroport Bella Bella (Campbell Island)                                        | Bella Bella                     | Colombie-Britannique      |
| CBC2   |      | Aéroport Ford Bay                                                             | Bella Bella                     | Territoires du Nord-Ouest |
| CBC3   |      | Hydroaérodrome Alert Bay                                                      | Alert Bay                       | Colombie-Britannique      |
| CBC4   |      | Héliport Kamloops (Royal Inland Hospital)                                     | Kamloops                        | Colombie-Britannique      |
| CBC5   |      | Héliport Victoria (BC Hydro)                                                  | Victoria                        | Colombie-Britannique      |
| CBC6   |      | Héliport Calgary/Blue Con                                                     | Calgary                         | Alberta                   |
| CBC7   |      | Héliport Vancouver/Harbour (Public)                                           | Vancouver                       | Colombie-Britannique      |
| CBC9   |      | Héliport Burgeo (Calder Health Care Corp)                                     | Burgeo                          | Colombie-Britannique      |
| CBD2   |      | Héliport Vancouver/Delta (North)                                              | Vancouver                       | Colombie-Britannique      |
| CBD3   |      | Hydroaérodrome Dawson Creek                                                   | Dawson Creek                    | Colombie-Britannique      |
| CBD6   |      | Aéroport Nahanni Butte                                                        | Nahanni Butte                   | Territoires du Nord-Ouest |
| CBD8   |      | Aéroport Black Diamond/Flying R Ranch                                         | Black Diamond                   | Alberta                   |
| CBD9   |      | Héliport White Saddle Ranch                                                   | White Saddle Ranch              | Colombie-Britannique      |
| CBE2   |      | Aéroport Elko                                                                 | Elko                            | Colombie-Britannique      |
| CBE3   |      | Héliport Beamsville/Panterra                                                  | Beamsville                      | Ontario                   |
| CBE7   |      | Hydroaérodrome Alliford Bay                                                   | Alliford Bay                    | Colombie-Britannique      |
| CBE8   |      | Hydroaérodrome Moose Lake (Lodge)                                             | Moose Lake                      | Colombie-Britannique      |
| CBE9   |      | Héliport Whistler (Municipal)                                                 | Whistler                        | Colombie-Britannique      |
| CBF2   |      | Aérodrome Belwood (Baird Field)                                               | Belwood                         | Ontario                   |
| CBF5   |      | Héliport Mayne Island (Medical Emergency)                                     | Mayne Island                    | Colombie-Britannique      |
| CBF6   |      | Héliport Prince Rupert/Seal Cove (Public)                                     | Prince Rupert                   | Colombie-Britannique      |
| CBF7   |      | Héliport Victoria Harbour (Camel Point)                                       | Victoria                        | Colombie-Britannique      |
| CBF8   |      | Hydroaérodrome Muncho Lake/Mile 462                                           | Muncho Lake                     | Colombie-Britannique      |
| CBF9   |      | Aéroport Mabel Lake                                                           | Mabel Lake                      | Colombie-Britannique      |
| CBG2   |      | Aéroport Green Lake                                                           | Green Lake                      | Colombie-Britannique      |
| CBG5   |      | Héliport Nanaimo (Regional Hosp)                                              | Nanaimo                         | Colombie-Britannique      |
| CBG8   |      | Héliport Prince George (Pacific Western Helicopters)                          | Prince George                   | Colombie-Britannique      |
| CBG9   |      | Village aéronautique Hydroaérodrome Courtenay                                 | Courtenay                       | Colombie-Britannique      |
| CBH2   |      | Aéroport Helmet                                                               | Helmet                          | Colombie-Britannique      |
| CBH4   |      | Aéroport Prairie Creek                                                        | Prairie Creek                   | Territoires du Nord-Ouest |
| CBH7   |      | Aérodrome Benalto/Hillman's Farm                                              | Benalto                         | Alberta                   |
| CBJ4   |      | Aéroport Echo Valley                                                          | Echo Valley                     | Colombie-Britannique      |
| CBJ8   |      | Hydroaérodrome Fraser Lake                                                    | Fraser Lake                     | Colombie-Britannique      |
| CBJ9   |      | Héliport San Juan Point (Coast Guard)                                         | San Juan Point                  | Colombie-Britannique      |
| CBK4   |      | Héliport Vancouver (General Hospital)                                         | Vancouver                       | Colombie-Britannique      |
| CBK5   |      | Héliport Port Alberni (West Coast General Hospital)                           | Port Alberni                    | Colombie-Britannique      |
| CBK6   |      | Aéroport Quesnel Lake                                                         | Quesnel Lake                    | Colombie-Britannique      |
| CBK7   |      | Aéroport Toad River/Mile 422 (Alaska Highway)                                 | Toad River                      | Colombie-Britannique      |
| CBK8   |      | Héliport Victoria (Royal Jubilee Hospital)                                    | Victoria                        | Colombie-Britannique      |
| CBK9   |      | Héliport Little Parker Island                                                 | Little Parker Island            | Colombie-Britannique      |
| CBL3   |      | Aéroport Fort Nelson/Gordon Field                                             | Fort Nelson                     | Colombie-Britannique      |
| CBL4   |      | Héliport Bassano (Health Centre)                                              | Bassano                         | Alberta                   |
| CBL6   |      | Aéroport Radium Hot Springs                                                   | Radium Hot Springs              | Colombie-Britannique      |
| CBL7   |      | Héliport Cortes Island                                                        | Cortes Island                   | Colombie-Britannique      |
| CBL9   |      | Aéroport Elkin Creek Guest Ranch                                              | Elkin Creek Guest Ranch         | Colombie-Britannique      |
| CBM5   | YTX  | Aéroport Telegraph Creek                                                      | Telegraph Creek                 | Colombie-Britannique      |
| CBM6   |      | Aérodrome Midway                                                              | Midway                          | Colombie-Britannique      |
| CBM7   |      | Héliport Banff Mineral Springs (Hospital)                                     | Banff                           | Alberta                   |
| CBM9   |      | Héliport Port McNeill (Hospital)                                              | Port McNeill                    | Colombie-Britannique      |
| CBN2   |      | Héliport Bonnyville Health Centre                                             | Bonnyville                      | Alberta                   |
| CBN3   |      | Héliport Buffalo Narrows (Fire Centre)                                        | Buffalo Narrows                 | Saskatchewan              |
| CBN4   |      | Hydroaérodrome Masset                                                         | Masset                          | Colombie-Britannique      |
| CBN7   |      | Aérodrome Beaverton North                                                     | Beaverton                       | Ontario                   |
| CBN9   |      | Aéroport Tsay Keh                                                             | Tsay Keh                        | Colombie-Britannique      |
| CBP2   |      | Héliport Banff (Park Compound)                                                | Banff                           | Alberta                   |
| CBP3   |      | Héliport Fernie (Elk Valley Hospital)                                         | Fernie                          | Colombie-Britannique      |
| CBP4   |      | Héliport Sechlt (St. Mary's Hospital)                                         | Sechelt                         | Colombie-Britannique      |
| CBP5   |      | Héliport Lillooet (Caribou Chilcotin)                                         | Lillooet                        | Colombie-Britannique      |
| CBQ2   |      | Aéroport Fort Langley                                                         | Fort Langley                    | Colombie-Britannique      |
| CBQ7   |      | Aéroport Kemess Creek                                                         | Kemess Mine                     | Colombie-Britannique      |
| CBQ8   |      | Aéroport Woodcock                                                             | Woodcock                        | Colombie-Britannique      |
| CBQ9   |      | Hydroaérodrome Nanaimo/Quennell Lake                                          | Quennell Lake                   | Colombie-Britannique      |
| CBR2   |      | Aéroport Kaslo                                                                | Kaslo                           | Colombie-Britannique      |
| CBR4   |      | Aérodrome Clinton (Bleibler Ranch)                                            | Clinton                         | Colombie-Britannique      |
| CBR7   |      | Héliport Tofino Lifeboat Station                                              | Tofino                          | Colombie-Britannique      |
| CBS2   |      | Aérodrome Estevan (Blue Sky)                                                  | Estevan                         | Saskatchewan              |
| CBS4   |      | Aéroport Mule Creek                                                           | Mule Creek                      | Colombie-Britannique      |
| CBS5   |      | Héliport Port Hardy (Hospital)                                                | Port Hardy                      | Colombie-Britannique      |
| CBS7   |      | Aéroport Briercrest South                                                     | Briercrest                      | Saskatchewan              |
| CBS8   | YPB  | Aéroport Port Alberni (Alberni Valley Regional)                               | Port Alberni                    | Colombie-Britannique      |
| CBS9   |      | Héliport Blairmore (Crowsnest Pass Hospital)                                  | Blairmore                       | Alberta                   |
| CBT3   |      | Aéroport Tsetzi Lake (Pan Phillips)                                           | Tsetzi Lake                     | Colombie-Britannique      |
| CBT5   |      | Héliport Golden (Golden & District General Hospital)                          | Golden                          | Colombie-Britannique      |
| CBT6   |      | Aéroport Quilchena                                                            | Quilchena                       | Colombie-Britannique      |
| CBT9   |      | Héliport Port Alberni/Sproat Lake Tanker Base                                 | Port Alberni                    | Colombie-Britannique      |
| CBU2   |      | Aéroport Eddontenajon/Iskut Village                                           | Iskut                           | Colombie-Britannique      |
| CBU4   |      | Héliport Prince Rupert (Hydro)                                                | Prince Rupert                   | Colombie-Britannique      |
| CBU5   |      | Héliport Mills Memorial Hospital (Héliport Terrace (Mills Memorial Hospital)) | Terrace                         | Colombie-Britannique      |
| CBV2   |      | Aérodrome Beaverton                                                           | Beaverton                       | Ontario                   |
| CBV5   |      | Héliport Belleville (QHC)                                                     | Belleville                      | Ontario                   |
| CBV7   |      | Héliport Valemount (Yellowhead Helicopters)                                   | Valemount                       | Colombie-Britannique      |
| CBV8   |      | Héliport Comox (St. Joseph's Hospital)                                        | Comox                           | Colombie-Britannique      |
| CBW2   |      | Aéroport Kitimat                                                              | Kitimat                         | Colombie-Britannique      |
| CBW3   |      | Aéroport Fort Grahame                                                         | Fort Grahame                    | Colombie-Britannique      |
| CBW4   | YBO  | Aéroport Bob Quinn Lake                                                       | Bob Quinn Lake                  | Colombie-Britannique      |
| CBW5   |      | Héliport Terrace/BC Hydro                                                     | Terrace                         | Colombie-Britannique      |
| CBW6   |      | Aérodrome Belwood (Wright Field)                                              | Belwood                         | Ontario                   |
| CBW7   |      | Héliport Victoria (General Hospital)                                          | Victoria                        | Colombie-Britannique      |
| CBW8   |      | Aérodrome Baldwin West                                                        | Baldwin West                    | Ontario                   |
| CBW9   |      | Héliport Madrona Bay                                                          | Madrona                         | Colombie-Britannique      |
| CBX5   |      | Aéroport Tungsten (Cantung)                                                   | Tungsten                        | Territoires du Nord-Ouest |
| CBX7   |      | Aéroport Tumbler Ridge                                                        | Tumbler Ridge                   | Colombie-Britannique      |
| CBY5   |      | Héliport Prince Rupert/Seal Cove (Coast Guard)                                | Prince Rupert                   | Colombie-Britannique      |
| CBY6   |      | Hydroaérodrome Green Lake                                                     | Green Lake                      | Colombie-Britannique      |
| CBZ2   |      | Héliport Kemano                                                               | Kemano                          | Colombie-Britannique      |
| CBZ7   |      | Héliport Victoria Harbour (Shoal Point)                                       | Victoria                        | Colombie-Britannique      |
| CBZ8   |      | Hydroaérodrome Rykerts                                                        | Rykerts                         | Colombie-Britannique      |
| CBZ9   |      | Aéroport Fraser Lake                                                          | Fraser Lake                     | Colombie-Britannique      |